# Jaakko Korhonen
Jaakko Korhonen (30 de mayo de 1890 – 4 de septiembre de 1935) fue un actor, director y profesor teatral finlandés.

## Biografía
Su nombre completo era Jaakko Henrik Korhonen, y nació en Priozersk, en la actualidad parte de Rusia. Korhonen inició su carrera teatral en Víborg en el Suomalaisen Maaseututeatteri. Viajó en gira con dicho teatro por Finlandia, pero las disputas en su dirección y las dificultades económicas lo llevaron al cierre. En 1911 colaboró con el Teatro de Tampere, volviendo a Víborg en el otoño de 1914, pasando finalmente dos años después al Teatro Nacional de Finlandia, en Helsinki.
En dicho teatro actuó en las obras de Henrik Ibsen Yhteiskunnan tukipylväät (estrenada el 21 de abril de 1922) y Casa de muñecas (estrenada el 13 de diciembre de 1930). La futura esposa de Korhonen, Heidi Blåfield, ingresó en el Teatro Nacional en 1921, enamorándose los dos actores y casándose en 1922.
La carrera cinematográfica de Jaakko Korhonen se inició en 1923 actuando en los clásicos mudos Nummisuutarit y Koskenlaskijan morsian, en los cuales también participaba su esposa. En 1931 dirigió y escribió el guion de dos películas, Rovastin häämatkat y Aatamin puvussa ja vähän Eevankin. Ese mismo año hizo su primer papel en una película sonora, Tukkipojan morsian. Su principal actuación sonora llegó en 1935 con Syntipukki, cinta en la cual actuaba Ester Toivonen.
A principios de los años 1930 Korhonen se lesionó una pierna en un escenario, desarrollándose después un sarcoma sobre la lesión. Divorciado de su esposa poco antes de la muerte de ella, el matrimonio tuvo dos hijas, Marja Korhonen y Heidi Elina. Korhonen pasó sus últimas semanas de vida con sus exsuegros en Mänttä. Falleció en la institución Helsingin Diakonissalaitos, en la capital, en 1935. 

## Filmografía
- 1923 : Nummisuutarit
- 1923 : Koskenlaskijan morsian
- 1930 : Kahden tanssin välillä
- 1931 : Tukkipojan morsian
- 1931 : Rovastin häämatkat (director y guionista)
- 1931 : Aatamin puvussa... ja vähän Eevankin (director y guionista)
- 1933 : Meidän poikamme merellä
- 1935 : Syntipukki